# زبان‌های ساوانا
زبان‌های ساوانا، که به زبان‌های گور-آداماوا نیز مشهورند، شعبه‌ای از زبان‌های زبان‌های نیجر-کنگو است که دربردارندهٔ زبان‌های گورِ گرینبرگ و خانوادهٔ زبانی آداماوا-اوبانگی است.